# Spierstruikkokermot
De spierstruikkokermot (Coleophora spiraeella) is een vlinder uit de familie van de kokermotten (Coleophoridae). De wetenschappelijke naam werd in 1916 gepubliceerd door Hans Rebel.
De soort komt voor in Europa.